# The Super Spy
The Super Spy (ザ・スーパー・スパイ?, Za Sūpā Supai) è un videogioco arcade, ibrido tra sparatutto in prima persona e picchiaduro, sviluppato e pubblicato da SNK nel 1990, prima sul Neo Geo e poi successivamente sul Neo Geo CD. Si tratta dell'undicesimo titolo uscito su tale scheda hardware.

## Trama
La storia di The Super Spy vede il protagonista ed eroe principale, l'agente della CIA Roy Heart, muoversi attraverso i vari piani di due edifici controllati dall'organizzazione terroristica Zolde King, responsabile di numerosi rapimenti e attentati.
Roy Heart ha il compito di portare a termine due missioni: la prima consiste nel distruggere il laboratorio in cui sono custoditi gli ordigni dei terroristi, la seconda nell'eliminare i sei boss della citata organizzazione, che nel frattempo hanno fatto irruzione nella sede statunitense della prestigiosa azienda Tadoya tenendovi prigioniero il presidente. Entrambi gli edifici si trovano a New York (l'immagine conclusiva mostra infatti una veduta della città in cui tra l'altro appare il World Trade Center, che non era ancora stato abbattuto). Verso la fine del gioco si potrà scoprire che il presidente è stato ucciso.
Secondo la biografia scritta da SNK, Roy Heart ha 28 anni, è statunitense e figlio di uno dei bodyguard di un ex presidente del suo Paese. Non è dato sapere da dove provengono i terroristi, ma sono tutti sicuramente occidentali, anche se molti di essi usano tecniche di combattimento tipiche del Giappone.

## Modalità di gioco
Per controllare Roy, il giocatore usa un joystick a quattro direzioni (sulla scia di Punch-Out!!) : gli spostamenti nei corridoi sono di tipo sinistra-destra, destra-sinistra, avanti-indietro, indietro-avanti, mentre nelle stanze ci si muove solo orizzontalmente; sia nei corridoi che nelle stanze l'eroe può anche abbassarsi. Nelle primissime fasi Roy combatte solo a mani nude, per poi contrastare i nemici con tre armi, tutte visibili sullo schermo, ovvero un coltello, una pistola e un mitra, consegnategli da ostaggi che egli metterà in salvo; le armi da fuoco hanno proiettili limitati. Una quarta arma, il tirapugni, può essere ottenuta solo una volta in tutto il gioco, con la liberazione di un determinato ostaggio al tredicesimo piano nella sede Tadoya: in tal modo Roy incrementerà la potenza dei cazzotti. 
Negli scontri coi nemici si usano tre tasti, A, B e C. Col tasto A Roy attacca dando cazzotti (facilitato in ciò qualora abbia preso il tirapugni), o colpendo col coltello, oppure sparando con le armi da fuoco. Col tasto B invece egli assesta pedate; se però è in possesso di un'arma da fuoco, potrà colpire i nemici col calcio di essa. Premendo insieme i tasti A e B il giocatore fa in modo che Roy si chiuda in difesa per un istante. Il tasto C infine serve a selezionare l'arma.
Si lotta sia nei corridoi sia in alcune stanze dei due edifici; i sei boss si trovano in altrettante stanze del Tadoya Building (mai dunque nei corridoi). Ci sono poi stanze con ostaggi, che una volta liberati possono regalare energia al giocatore, oppure ricaricargli le armi (o fornirgliele "ex novo"), o ancora passargli informazioni relative agli edifici e ai boss; altri ostaggi si limitano invece a formulare frasi di circostanza. C'è anche qualche stanza vuota: in quelle buie il giocatore trova solitamente la mappa illustrante la struttura del piano di cui le suddette fanno parte, il che è utile soprattutto per individuare l'ubicazione degli ascensori. Ciascuno di questi è configurato in modo da collegare solo due piani, quasi sempre posti l'uno sopra l'altro. Irrompere nelle stanze dove non ci sono boss è facoltativo: va da sé che al completamento di ciascuna delle due missioni saranno da considerarsi liberati anche gli ostaggi chiusi nei locali che il protagonista non aveva visitato. Il giocatore non è tenuto a entrare neppure nella stanza in cui si trova il cadavere del presidente della Tadoya, all'ultimo piano dell'azienda.
The Super Spy è un gioco particolarmente difficile: c'è una sola vita a disposizione con otto tacche di energia, che scalano ogni volta che il protagonista viene colpito, ma riottenibili lungo il percorso grazie ad alcuni ostaggi liberati, come già detto. Inoltre nei corridoi non ci sono mai momenti di tregua, con terroristi che appaiono perlopiù a gruppetti di due/tre alla volta; meno frequenti gli scontri con un nemico comune isolato. Le situazioni tendono a complicarsi nel prosieguo del gioco.
Gli scontri coi terroristi seguono quasi sempre un copione preciso: Roy toglie energia al nemico dopo avergli rifilato una combo di tre colpi a mani nude, oppure dopo averlo accoltellato tre volte, oppure sparandogli; questo finirà sbattuto contro la parete di fondo, riprendendosi però quasi subito e tornando quindi ad attaccare; si va avanti così fino all'uccisione del terrorista, in seguito a un "volo" più violento del solito, con la vittima che esala l'ultimo respiro giacendo ancora appoggiata alla parete (scene di morte differenti si hanno per il secondo boss, Back Gallop, che cade abbattuto ai piedi di Roy, e per il quarto, Geese, che dopo essere stato ridotto in fin di vita si suiciderà facendosi saltare in aria con candelotti di dinamite). Alcuni nemici comuni invece attaccano sparando da lontano, per poi fuggire dopo qualche secondo; è possibile ucciderli solo se si è in possesso di una delle due armi da fuoco (è sufficiente un solo colpo), in caso contrario Roy dovrà abbassarsi per evitare di essere colpito dalle raffiche di questi terroristi, incapaci evidentemente di sparare rasoterra.

## Accoglienza
In Giappone, la rivista Game Machine elencò The Super Spy nel numero del 1º aprile 1991 come la quinta unità arcade di maggior successo del mese. Allo stesso modo, RePlay riportò che era il settimo gioco arcade più popolare in Nordamerica. Sin dalla sua uscita, il titolo ha ricevuto recensioni contrastanti da parte della critica.